# Liste der Kulturdenkmale in Reinsdorf (Plauen)

Lage des Ortsteils Reinsdorf in Plauen

In der Liste der Kulturdenkmale in Reinsdorf sind die Kulturdenkmale des Plauener Ortsteils Reinsdorf verzeichnet, die bis August 2019 vom Landesamt für Denkmalpflege Sachsen erfasst wurden (ohne archäologische Kulturdenkmale). Die Anmerkungen sind zu beachten.
Diese Aufzählung ist eine Teilmenge der Liste der Kulturdenkmale in Plauen.

## Liste der Kulturdenkmale in Reinsdorf
| Bild           | Bezeichnung                                                            | Lage                             | Datierung                                        | Beschreibung | ID       |
| -------------- | ---------------------------------------------------------------------- | -------------------------------- | ------------------------------------------------ | --- | -------- |
|                | Park eines Rittergutes und Grabsteine der Gutsbesitzerfamilie Tümpling | Findeisenstraße 1 (Karte)        | Um 1800 (Grabanlage); 19. Jahrhundert (Gutspark) | Englischer Landschaftspark eines Rittergutes mit zwei Teichen, großzügigen Rasenflächen, alter Wegeführung und altem Baumbestand. Es wurden Grabsteine (Grabplatten ohne Verzierungen) der Gutsbesitzerfamilie Tümpling vom ehemaligen Grufthaus in den Park versetzt. Der Park ist gartenhistorisch und ortsgeschichtlich von Bedeutung. | 09246958 |
|                | Gedenkstein für Willi Thoss                                            | Hofer Landstraße (Karte)         | Zwischen 1960 und 1970                           | Regionalhistorisch bedeutsamer OdF-Gedenkstein zur Erinnerung an den antifaschistischen Widerstandskämpfer Willi Thoss (* 7. Dezember 1903, † 10. Juni 1932). Willi Thoss wurde durch die SA ermordet. Der Gedenkstein ist ein scharrierter Stein mit Schriftgestaltung. Die Inschrift ist in Majuskeln eingebracht und lautet: In ehrendem Gedenken - an Genossen - Willi Thoss - Geboren 7. Dezember 1903 - An dieser Stelle am 10. Juli 1932 - von der Plauener SA ermordet. | 09247807 |
| Weitere Bilder | Triebwagen der Plauener Straßenbahn                                    | Rudolf-Friedrichs-Ring 1 (Karte) | Um 1900                                          | Technisches Denkmal mit hohem Dokumentations- und Seltenheitswert | 09232928 |

## Tabellenlegende
- Bild: Bild des Kulturdenkmals, ggf. zusätzlich mit einem Link zu weiteren Fotos des Kulturdenkmals im Medienarchiv Wikimedia Commons. Wenn man auf das Kamerasymbol klickt, können Fotos zu Kulturdenkmalen aus dieser Liste hochgeladen werden:
- Bezeichnung: Denkmalgeschützte Objekte und ggf. Bauwerksname des Kulturdenkmals
- Lage: Straßenname und Hausnummer oder Flurstücknummer des Kulturdenkmals. Die Grundsortierung der Liste erfolgt nach dieser Adresse. Der Link (Karte) führt zu verschiedenen Kartendiensten mit der Position des Kulturdenkmals. Fehlt dieser Link, wurden die Koordinaten noch nicht eingetragen. Sind diese bekannt, können sie über ein Tool mit einer Kartenansicht einfach nachgetragen werden. In dieser Kartenansicht sind Kulturdenkmale ohne Koordinaten mit einem roten bzw. orangen Marker dargestellt und können durch Verschieben auf die richtige Position in der Karte mit Koordinaten versehen werden. Kulturdenkmale ohne Bild sind an einem blauen bzw. roten Marker erkennbar.
- Datierung: Baubeginn, Fertigstellung, Datum der Erstnennung oder grobe zeitliche Einordnung entsprechend des Eintrags in der sächsischen Denkmaldatenbank
- Beschreibung: Kurzcharakteristik des Kulturdenkmals entsprechend des Eintrags in der sächsischen Denkmaldatenbank, ggf. ergänzt durch die dort nur selten veröffentlichten Erfassungstexte oder zusätzliche Informationen
- ID: Vom Landesamt für Denkmalpflege Sachsen vergebene, das Kulturdenkmal eindeutig identifizierende Objekt-Nummer. Der Link führt zum PDF-Denkmaldokument des Landesamtes für Denkmalpflege Sachsen. Bei ehemaligen Kulturdenkmalen können die Objektnummern unbekannt sein und deshalb fehlen bzw. die Links von aus der Datenbank entfernten Objektnummern ins Leere führen. Ein ggf. vorhandenes Icon  führt zu den Angaben des Kulturdenkmals bei Wikidata.